# Linea J
J Nassau Street Local è una linea della metropolitana di New York della divisione B che collega la città da est, con capolinea presso la stazione di Jamaica Center-Parsons/Archer nei Queens, a ovest, con capolinea presso Broad Street a Manhattan. È indicata con il colore  poiché la trunk line che utilizza a Manhattan è la linea BMT Nassau Street.

## Storia

### 1888-1976
La linea J è la più antica linea della metropolitana di New York ancora attiva. Entrò infatti in operazione il 25 giugno 1888, svolgendo un servizio locale tra Driggs Avenue e Van Siclen Avenue. Il 30 maggio 1893 la linea fu estesa fino a Cypress Hills e successivamente, il 16 settembre 1908, con l'apertura dei binari della metropolitana sopra il ponte di Williamsburg, fino a Essex Street. Il 4 agosto 1913 la linea venne nuovamente estesa verso ovest, fino a Chambers Street e, il 3 luglio 1918, verso est, fino a 168th Street, nel quartiere di Jamaica.
Nel 1924, la Brooklyn-Manhattan Transit Corporation assegnò alla linea il numero 15. All'epoca, questa svolgeva nelle ore di punta un servizio espresso a ovest di East New York insieme alla linea 14. In seguito, il 30 maggio 1931, con il completamento della linea BMT Nassau Street, la linea venne estesa fino a Broad Street.
Il 18 giugno 1959, il servizio skip-stop, letteralmente «saltare la fermata», delle linee 14 e 15 venne implementato tra Jamaica e East New York. La linea 15 aveva il compito di fare fermata, a est di Eastern Parkway, nelle stazioni "A", mentre la linea 14 nelle stazioni "B". Le stazioni "A" erano 168th Street, Sutphin Boulevard, 121st Street, 111th Street, Woodhaven Boulevard, 85th Street-Forest Parkway, Elderts Lane, Crescent Street, Cleveland Street e Eastern Parkway.
Il 26 novembre 1967, con l'apertura della Chrystie Street Connection, la linea 15 venne fusa con la linea QT, portando alla creazione della linea QJ. Quest'ultima svolgeva un servizio locale tra 168th Street e Brighton Beach, utilizzando le linee BMT Jamaica e BMT Nassau Street, il Montague Street Tunnel e infine la linea BMT Brighton. Durante le ore di punta, invece, il servizio sulla linea Jamaica era espresso nella direzione di massimo afflusso. In seguito, il 1º luglio 1968, con il completamento della Chrystie Street Connection, la linea venne estesa fino a Coney Island-Stillwell Avenue. Tuttavia, il 2 gennaio 1973, la linea QJ, che all'epoca era la più lunga di tutta la rete, venne troncata a Broad Street e prese la denominazione attuale di linea J. Poi, il 30 agosto 1976, con la soppressione della linea K, il servizio skip-stop della linea a est di Myrtle Avenue venne soppresso.

### 1977-presente
L'11 settembre 1977, a causa della demolizione di parte della linea BMT Jamaica, il capolinea della linea J venne dapprima arretrato a Queens Boulevard e infine, il 15 aprile 1985, a 121st Street. Sulla porzione di percorso eliminata fu quindi posta una navetta sostitutiva, poi soppresso nel 1988. Infatti, l'11 dicembre 1988, con l'apertura della nuova linea BMT Archer Avenue, la linea J fu prolungata da 121st Street alla stazione di Jamaica Center-Parsons/Archer. Venne anche attivata una nuova linea, la linea Z, dando così il via all'attuale servizio skip-stop effettuato congiuntamente dalle due linee.
Il nuovo servizio skip-stop delle linee J e Z venne pubblicizzato dalla Metropolitan Transportation Authority (MTA) come il più veloce per raggiungere Lower Manhattan, rispetto alle linee E, F e R, nel tentativo di diminuire il sovraffollamento della linea IND Queens Boulevard. MTA, inoltre, sperando che i passeggeri delle suddette linee si sarebbero spostati sulle linee J e Z, si impegnò a tenere i treni di quest'ultime liberi dai graffiti, che al tempo rappresentavano un annoso problema per la rete metropolitana.
Nel 1990, il servizio nei fine settimana della linea fu dapprima troncato a Canal Street ma in seguito, nel 1994, esteso a Chambers Street. Nel 1999, invece, dal 30 aprile al 1º settembre, a causa della chiusura del ponte di Williamsburg per lavori di ristrutturazione, la linea J venne limitata a ovest di Myrtle Avenue, mentre il servizio skip-stop con la linea Z fu troncato a Broadway Junction. Dopo gli attentati dell'11 settembre 2001, per via della momentanea soppressione della linea R, la linea J venne prolungata oltre Broad Street attraverso il Montague Street Tunnel fino a Bay Ridge-95th Street, ma non di notte, quando le stazioni tra 95th Street e 36th Street erano servite da una navetta sostitutiva. Il servizio skip-stop fu invece sospeso. Il successivo 28 ottobre 2001 la linea J tornò ad effettuare il suo normale servizio.
Il 14 giugno 2015 il servizio nei fine settimana venne prolungato da Chambers Street a Broad Street, così come era stato proposto nel luglio 2014 per migliorare i collegamenti nei fine settimana tra Lower Manhattan e Brooklyn. Dal 1990 al 2015, quando la linea J terminava a Chambers Street, le stazioni di Fulton Street e Broad Street erano infatti due delle sole quattro di tutta la rete a non essere servite 24 ore su 24, sette giorni su sette.
Nel marzo 2020, il servizio skip-stop fu temporaneamente sospeso a causa della carenza di passeggeri e personale dovuta alla pandemia di COVID-19. Il servizio fu pienamente riattivato nel giugno 2020. Dal 29 dicembre 2021 al 19 gennaio 2022, il servizio skip-stop fu nuovamente sospeso per la carenza di personale aggravata dalla pandemia. A partire dal 1º luglio 2022 e fino a settembre, a causa di lavori di sostituzione dei binari nei livelli inferiori delle stazioni di Jamaica Center-Parsons/Archer e Sutphin Boulevard-Archer Avenue-JFK Airport, la linea J termina a 121st Street e la linea Z e il servizio skip-stop sono temporaneamente sospesi.

## Servizio
La linea J è sempre attiva, anche di notte e nei fine settimana. Nelle ore di morbida, svolge un servizio locale lungo tutto il suo percorso, facendo fermata in 30 stazioni, con un tempo di percorrenza di 55 minuti circa. Nei giorni feriali, effettua un servizio espresso tra Marcy Avenue e Myrtle Avenue verso Manhattan dalle 7:00 alle 13:00 e verso Queens dalle 13:30 alle 20:00. Nelle ore di punta dei giorni feriali e nella direzione di massimo afflusso, ossia verso Manhattan dalle 7:00 alle 8:15 e verso Brooklyn e Queens dalle 16:30 alle 17:45, svolge un servizio skip-stop insieme alla linea Z, con i treni delle due linee che si alternano ogni cinque minuti, facendo fermata in 20 stazioni, con un tempo di percorrenza di 45 minuti circa.
Possiede interscambi con 16 delle altre 24 linee della metropolitana di New York, con il servizio ferroviario suburbano Long Island Rail Road, con numerose linee automobilistiche gestite da MTA Bus e NYCT Bus e con l'AirTrain JFK, che la collega con l'aeroporto Internazionale John F. Kennedy.

### Percorso
| Stazione                                    |  | Interscambi con la metropolitana | Altri Interscambi                        |
| ------------------------------------------- |  | -------------------------------- | ---------------------------------------- |
| Queens                                      |  |                                  |                                          |
| Jamaica Center-Parsons/Archer               |  | E · Z                            | MTA Bus · NYCT Bus                       |
| Sutphin Boulevard-Archer Avenue-JFK Airport |  | E · Z                            | LIRR · AirTrain JFK · MTA Bus · NYCT Bus |
| 121st Street                                |  |                                  | MTA Bus · NYCT Bus                       |
| 111th Street                                |  |                                  | MTA Bus · NYCT Bus                       |
| 104th Street                                |  |                                  | NYCT Bus                                 |
| Woodhaven Boulevard                         |  | Z                                | MTA Bus · NYCT Bus                       |
| 85th Street-Forest Parkway                  |  |                                  | NYCT Bus                                 |
| 75th Street-Elderts Lane                    |  |                                  | NYCT Bus                                 |
| Brooklyn                                    |  |                                  |                                          |
| Cypress Hills                               |  |                                  | NYCT Bus                                 |
| Crescent Street                             |  | Z                                | NYCT Bus                                 |
| Norwood Avenue                              |  |                                  | NYCT Bus                                 |
| Cleveland Street                            |  |                                  | NYCT Bus                                 |
| Van Siclen Avenue                           |  |                                  | NYCT Bus                                 |
| Alabama Avenue                              |  | Z                                | NYCT Bus                                 |
| Broadway Junction                           |  | A · C · L · Z                    | LIRR · NYCT Bus                          |
| Chauncey Street                             |  |                                  | NYCT Bus                                 |
| Halsey Street                               |  |                                  | NYCT Bus                                 |
| Gates Avenue                                |  |                                  | NYCT Bus                                 |
| Kosciuszko Street                           |  |                                  | NYCT Bus                                 |
| Myrtle Avenue                               |  | M · Z                            | NYCT Bus                                 |
| Flushing Avenue                             |  | M                                | NYCT Bus                                 |
| Lorimer Street                              |  | M                                | NYCT Bus                                 |
| Hewes Street                                |  | M                                | NYCT Bus                                 |
| Marcy Avenue                                |  | M · Z                            | NYCT Bus                                 |
| Manhattan                                   |  |                                  |                                          |
| Essex Street                                |  | F · M · Z                        | NYCT Bus                                 |
| Bowery                                      |  | Z                                | NYCT Bus                                 |
| Canal Street                                |  | 4 · 6 · N · Q · R · W · Z        | NYCT Bus                                 |
| Chambers Street                             |  | 4 · 5 · 6 · Z                    | MTA Bus · NYCT Bus                       |
| Fulton Street                               |  | 2 · 3 · 4 · 5 · A · C · Z        | NYCT Bus                                 |
| Broad Street                                |  | Z                                |                                          |

## Materiale rotabile
Sulla linea Z vengono attualmente usati tre diversi materiali rotabili: gli R32, gli R42 e gli R160. I primi risalgono agli anni 1960 e furono prodotti dalla Budd Company; i secondi sono degli anni 1970 e furono realizzati dalla St. Louis Car Company; i terzi sono degli anni 2010 e furono prodotti dall'Alstom. Le vetture a disposizione delle linee J e Z sono in totale 96 R32, 40 R42 e 24 R160, assemblabili in diverse configurazioni. Il deposito assegnato alla linea è quello di East New York.